# Montero (Call Me by Your Name)
Montero (Call Me by Your Name) ist ein Lied des US-amerikanischen Rappers und Sängers Lil Nas X aus dem Jahr 2021. Das Lied avancierte zum weltweiten Nummer-eins-Hit und ist bekannt für seine queeren Themen, einschließlich seiner sexuell expliziten homosexuellen Texte.

## Hintergrund
Im Jahr 2019 veröffentlichte Lil Nas X Old Town Road, eine Single, die einen Rekord für den längsten Platz-eins-Song der Billboard Hot 100 aufstellte. Da viele seinen Erfolg jedoch als One-Hit-Wonder ablehnten, wollte Lil Nas X bei der Arbeit an seinem Debütalbum vom Country-Trap-Sound von Old Town Road abweichen; stattdessen konzentrierte er sich auf Rap, Pop und R&B, beeinflusst von Drake und Nicki Minaj. “Take a Daytrip”, der das Lied produzierte, beschrieb den Prozess hinter der Erstellung des Liedes als willkürlich. Anfang 2020 bat Lil Nas X das Produktionsduo, sein Debütalbum zu produzieren, und begann, während des COVID-19-Lockdowns Song-Ideen auf seinem Telefon aufzunehmen. In einer Aufnahmesession kam Lil Nas X mit dem Text “Call me when you want, call me when you need, call me in the morning” auf, was dazu führte, dass der Produzent Omer Fedi einen Gitarrenteil aufnahm, der schließlich auf einem Banjo gespielt wurde.

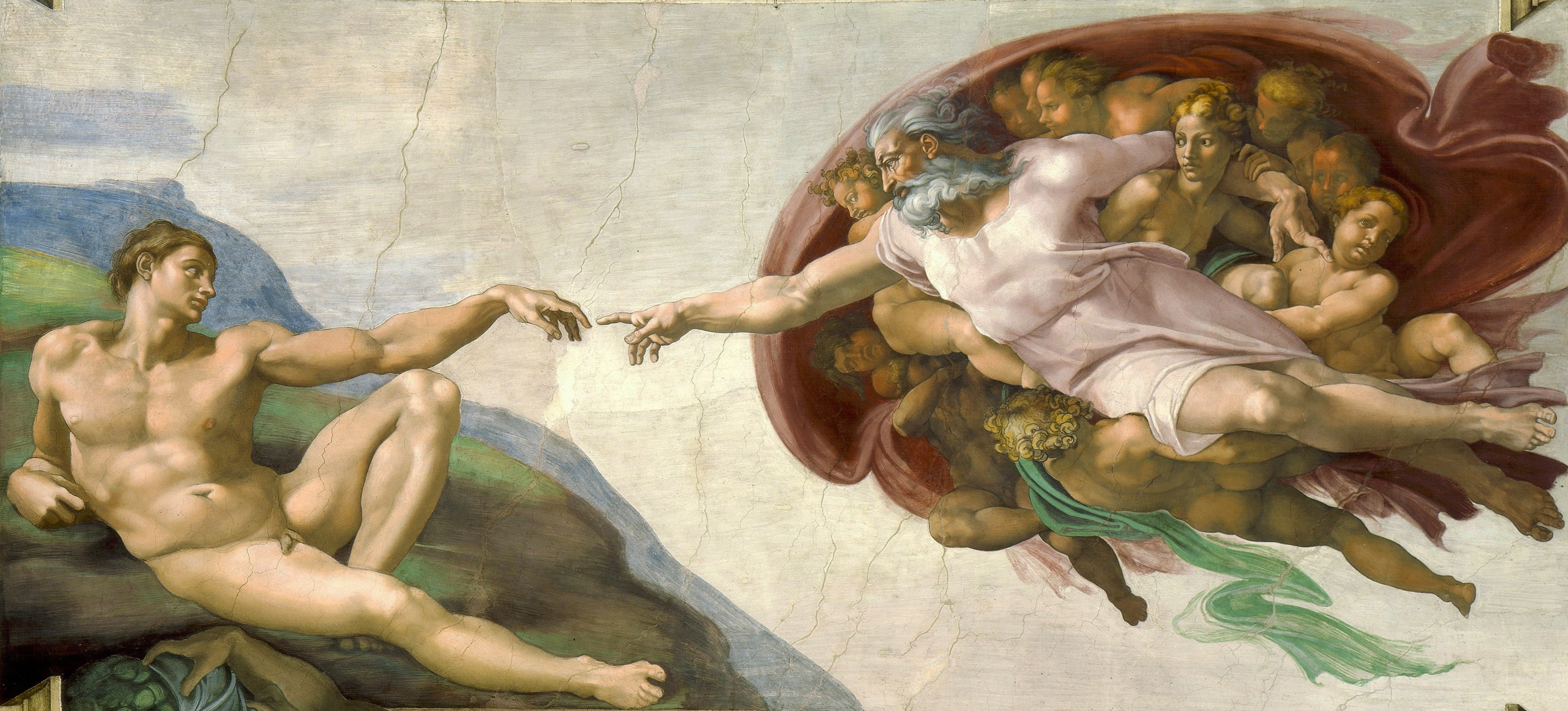
Das Cover des Liedes zeigt Lil Nas X in einer Neuinterpretation von Michelangelos Die Erschaffung Adams.

Ursprünglich mit dem Titel „Call Me by Your Name“, spielte Lil Nas X am 9. Juli 2020 einen Ausschnitt des Songs in einem Twitter-Video sowie im Hintergrund verschiedener TikTok-Videos, darunter eines, das an den Hip-Hop-Rapper 6ix9ine gerichtet war. Es wurde in einem Logitech-Werbespot gespielt, der während des Super Bowl LV im Februar 2021 ausgestrahlt wurde. Am 9. März 2021 wurde das Veröffentlichungsdatum zusammen mit dem Cover über Twitter bekannt gegeben. Das Cover wurde vom spanisch-kroatischen Künstler Filip Ćustić erstellt und zeigt Lil Nas X als Adam und Gott in einer Neuinterpretation von Michelangelos Die Erschaffung Adams.
Der Titel des Liedes ist dem Vornamen von Lil Nas X tatsächlichem Namen entnommen, während der Untertitel ein Verweis auf den gleichnamigen LGBT-Romantikfilm von 2017 ist. André Aciman, Autor des Romans, aus dem der Film adaptiert wurde, drückte aus, dass er dankbar und demütig war, dass Lil Nas X ein Lied mit dem gleichen Namen wie sein Roman geschrieben hatte. Lil Nas X erklärte später, dass der Film einer der ersten queeren Filme war, die er je gesehen hatte, den er als „sehr künstlerisch“ empfand und ihn für das Konzept interessierte; „jemanden mit deinem eigenen Namen als Liebhaber zu nennen und zu versuchen, es geheim zu halten“, inspirierte ihn, darüber zu schreiben.
In einem Interview mit Zane Lowe am Tag vor der Veröffentlichung beschrieb er sein neu gefundenes Selbstvertrauen, nachdem er sich in seinem neuen Song frei ausdrücken konnte. Darüber hinaus beschrieb er in der Mai-Ausgabe von GQ Style den Konflikt zwischen seiner Sexualität und seiner christlichen Erziehung, insbesondere die Rolle seines Vaters als Gospelsänger, und nannte das neue Lied und Video „rebellious“, weil es ihm erlaubten, sich auf eine Weise auszudrücken, die er zuvor nicht in Betracht gezogen hatte. Am Tag der Veröffentlichung der Single teilte Lil Nas X einen offenen Brief an sein 14-jähriges Selbst auf Twitter und reflektierte über seine Entscheidung, sich in einem frühen Alter zu outen, und über seine Nervosität in Bezug auf den Song. Letztendlich sagt er jedoch, dass es „vielen anderen queeren Menschen Türen öffnen wird, um einfach zu existieren“ und drückte seinen Wunsch aus, die Menschen sein zu lassen, wer sie sind.

## Komposition
Montero (Call Me by Your Name) ist ein Hip-Hop- und Electropop-Song gespielt auf einer Gitarre mit Handschlägen in Synkope. Billboard beschrieb den Track als „Flamenco-ähnlichen Track mit einem subtilen Trap-Beat“, während Consequence of Sound ihn „Flamenco und Reggaeton in Pop“ nannte. Slate erwähnte den „dembow-style-Rhythmus“ des Songs, während der Refrain im Stil von Gary Numan mit Technopop verglichen wurde. Der Gesang von Lil Nas X in der zweiten Strophe wurde mit einer Kreuzung von Juice Wrld und Iann Dior verglichen. Der Abschnitt nach dem Chorus wurde als eine Art Paarungsruf wahrgenommen. Eine längere Version des Songs, genannt „Satan's extended version“ (deutsch: Satans erweiterte Version), fügt eine zusätzliche halbe Minute hinzu und bietet eine zusätzliche Iteration des Refrains sowie ein längeres Outro.
Das Lied wird alla breve mit 90 Schlägen pro Minute gespielt und wurde ursprünglich in g♯-Moll veröffentlicht, mit einem Stimmbereich von G♯3 bis G♯5. Wie frühere Songs des Produktionsduos Take a Daytrip ist „Montero (Call Me by Your Name)“ im phrygischen Modus komponiert und wurde mit einem „mittelöstlichen oder maurischen oder spanischen Klang“ beschrieben. Seine Akkordfolge, D♯-E-E-D♯, geht eine kleine Sekunde auf und ab, die dazu gedacht ist, Spannung aufzubauen und zu lösen. Gitarrist Omer Fedi spielt das Banjo auf einer harmonischen Mollskala, die später mit Nachhall und Auto-Tune verarbeitet wurde.
Der Song enthält, wie viele der früheren Projekte von Lil Nas X, queere Themen. Lil Nas X mietete zu Beginn der COVID-19-Pandemie ein Airbnb an, um an seinem Debütalbum zu arbeiten und enthüllte, dass es für einen Mann geschrieben wurde, den er Mitte 2020 traf, der während der Quarantäne feierte und Drogen nahm. In seinen Texten sagt Lil Nas X seinem Liebhaber, dass er nicht mehr auf dem „Down-Low“ sein will. Eine Lied-Zeile „shoot a child in yo' mouth while I'm ridin'“ (deutsch: „Schieße ein Kind in deinen Mund, während ich reite“), sollte dazu beitragen, das Stigma um Verweise auf schwule sexuelle Praktiken in der Musik zu brechen. Lil Nas X enthüllte, dass er Angst hatte, gerade Fans mit seinen expliziten Texten über schwulen Sex zu verlieren, entschied aber: „Wenn sie sich dadurch beleidigt fühlen, dann waren sie nie wirklich für mich da.“ Die Texte diskutieren auch den Druck, den Lil Nas X bei der Vertretung der LGBT-Gemeinschaft empfindet („A sign of the times every time that I speak“) (deutsch: „Ein Zeichen der Zeit jedes Mal, wenn ich spreche“) und enthalten einen Verweis auf die 19 Wochen, die seine Single „Old Town Road“ auf der Spitze der Billboard Hot 100 verbrachte („A dime and a nine / It was mine every week“) (deutsch: „Ein Zehn und eine Neun / Es gehörte jede Woche mir“).

## Veröffentlichung und Promotion
Das Lied erschien erstmals am 24. März 2021 als Single. Diese erschien zunächst als Einzeltrack zum Download und Streaming durch das Musiklabel Columbia Records. In den folgenden Wochen erschienen weitere digitale Singleausführungen. Darüber hinaus veröffentlichte Lil Nas X eine Reihe von Folgevideos über seinen YouTube-Kanal, darunter eine gedämpfte Version (mit dem Titel Montero but ur in the bathroom of hell while lil nas is giving satan a lap dance in the other room) (deutsch: „MONTERO, aber du bist im Badezimmer der Hölle, während lil nas Satan einen Lapdance im anderen Raum gibt“) am 28. März, eine Instrumentalversion (untertitelt „But Lil Nas X Is Silent The Entire Time“) (deutsch: „Aber Lil Nas X schweigt die ganze Lied lang“) am 31. März, ein Blick hinter die Kulissen des Aufnahmeprozesses des Songs (mit dem Untertitel „Official Video except its not the official video at all“) (deutsch: „Offizielles Video, außer dass es überhaupt nicht das offizielle Video ist“) am 5. April, und eine Lo-Fi-Version (mit dem Untertitel „but it's lofi and something you can study to lol“) (deutsch: „aber es ist Lofi und etwas, wozu man lernen kann lol“) am 9. April. Die Lo-Fi-Version wurde von L. Dre und Zeus makes Music produziert und wurde ein paar Tage zuvor auf den YouTube-Kanal des Letzteren hochgeladen. Am 23. April veröffentlichte er eine A-cappella-Version zusammen mit einem begleitenden Musikvideo im Stil von The Brady Bunch.
Nach der Veröffentlichung des Songs startete er eine Promotion auf Twitter, bei der er Bitcoins im Wert von 100.000 Dollar ausgab. Er bot auch 10.000 Dollar bei einer Poledance-Challenge auf der Social-Media-Plattform TikTok mit dem Hashtag „#PoleDanceToHell“ an. Ein weiteres Werbeinstrument war eine Zusammenarbeit mit der mobilen Augmented-Reality-App Jadu, in der Benutzer mit einem volumetrischen Video-generierten Lil Nas X interagieren können, der rote Engelsflügel trägt. Darüber hinaus wurde ein kostenloses Browserspiel mit dem Titel „Twerk Hero“ veröffentlicht, in dem der Spieler ein virtuelles Lil Nas X-Twerking zu „Montero (Call Me by Your Name)“ steuert. Entwickelt von Roni Games mit der Unreal Engine, hat das Rhythmusspiel vier Levels, die jeweils eine Szene aus dem Musikvideo des Songs begleiten, und war für seine übertriebene Brust-Physik bekannt. Lil Nas X veröffentlichte außerdem mehrere T-Shirts in Zusammenarbeit mit Pizzaslime.
Am 13. April wurde berichtet, dass der Song aus unbekannten Gründen kurzzeitig aus den Streaming-Diensten entfernt werden würde, nachdem Lil Nas X seine Fans gebeten hatte, den Song zu streamen, „weil er morgen möglicherweise nicht mehr verfügbar ist“. Columbia Records veröffentlichten eine Erklärung, dass die Situation „außer ihrer Kontrolle“ sei, gingen aber nicht näher darauf ein. Später am selben Tag berichtete Billboard jedoch, dass der Song nicht aus den Streaming-Diensten entfernt wurde, obwohl keine weitere Erklärung abgegeben wurde.

### Singleausführungen
- Originalversion[50]

1. „Montero (Call Me by Your Name)“ – 2:17

- Erweiterte Version[51]

1. „Montero (Call Me by Your Name)“ – 2:17
2. „Montero (Call Me by Your Name)“ (Satan’s extended version) – 2:50

- Instrumentalversion[52]

1. „Montero (Call Me by Your Name)“ – 2:17
2. „Montero (Call Me by Your Name)“ (Satan’s extended version) – 2:50
3. „Montero (Call Me by Your Name)“ (But Lil Nas X is silent the entire time) – 2:48

- EP-Version[53][54]

1. „Montero (Call Me by Your Name)“ – 2:17
2. „Montero (Call Me by Your Name)“ (But Lil Nas X makes all the sounds with his mouth) – 2:20
3. „Montero (Call Me by Your Name)“ (Satan’s extended version) – 2:50
4. „Montero (Call Me by Your Name)“ (But Lil Nas X is silent the entire time) – 2:48

### Satan Shoes
In Anlehnung an das Thema des Musikvideos arbeitete Lil Nas X mit dem Kunstkollektiv MSCHF Product Studio zusammen, um 666 individuell nummerierte Paare von Nike Air Max 97 „Satan Shoes“ herzustellen, die mit Pentagrammen, invertierten Kreuzen und dem Bibelvers Lukas 10:18 geschmückt sind. Sie enthalten auch 66 ml Tinte gemischt mit einem Tropfen Blut von einem Mitglied des MSCHF-Teams in der Sohle, das im Laufe einer Woche gesammelt wurde. Die Schuhe, die einen Preis von 1.018 US-Dollar pro Paar hatten und in weniger als einer Minute ausverkauft waren, wurden mit Comic-Büchern der Rockband Kiss und Marvel Comics verglichen, die mit dem Blut der Bandmitglieder gedruckt wurden. Nike Inc. war nicht an der Gestaltung oder Veröffentlichung der Schuhe beteiligt und reichte später eine Klage gegen MSCHF wegen Markenverletzung ein. In der Verteidigung behauptete MSCHF, dass die Schuhe eine Form der Kunst zur Ausstellung sein sollten und nicht tatsächlich getragen werden sollten. Ein US-amerikanisches Bezirksgericht in New York genehmigte eine einstweilige Verfügung gegen MSCHF, wodurch weitere Verkäufe der Schuhe verhindert wurden, obwohl sie bereits an ihre Käufer versandt wurden. Die Klage wurde schließlich beigelegt, wobei MSCHF einen freiwilligen Produktrückruf herausgab und alle Satan-Schuhe zum ursprünglichen Preis zurückkaufte.

### Liveauftritte
Lil Nas X spielte den Song als musikalischer Gast in der letzten Episode der 46. Staffel von Saturday Night Live. Die Episode, die am 22. Mai 2021 ausgestrahlt und von der Schauspielerin Anya Taylor-Joy moderiert wurde, enthielt auch die Aufführung seines neuesten Songs „Sun Goes Down“. Während der Aufführung von „Montero (Call Me by Your Name)“ riss die Naht seiner Hose, als er während einer Pole-Dance-Routine in die Knie ging, so dass er nicht in der Lage war, den Auftritt wie geplant durchzuführen. Lil Nas X spielte den Song auch bei den BET Awards 2021 am 27. Juni 2021. Die Aufführung im Alten-Ägypten-Thema war eine Hommage an die Bilder von „Remember the Time“ von Michael Jackson und endete damit, dass der Sänger einen männlichen Background-Tänzer küsste. Billboard rangierte die Aufführung auf Platz eins von den sechzehn in der Zeremonie und stellte fest, dass es „der Höhepunkt der Nacht“ war. Madonna verglich die Leistung mit ihrer Leistung bei den MTV Video Music Awards 2003, als sie Christina Aguilera und Britney Spears auf der Bühne küsste, während sie „Hollywood“ aufführte, indem sie die Fotos beider Küsse übereinander in ihren Instagram-Stories teilte und sie mit „#DidItFirst“ betitelte. Die Fans empfanden den Beitrag sofort als Beleidigung und begannen, den Rapper damit zu konfrontieren; Lil Nas X wies den Beitrag jedoch als Witz ab und erklärte, er sei mit Madonna befreundet.

## Musikvideo

### Produktion

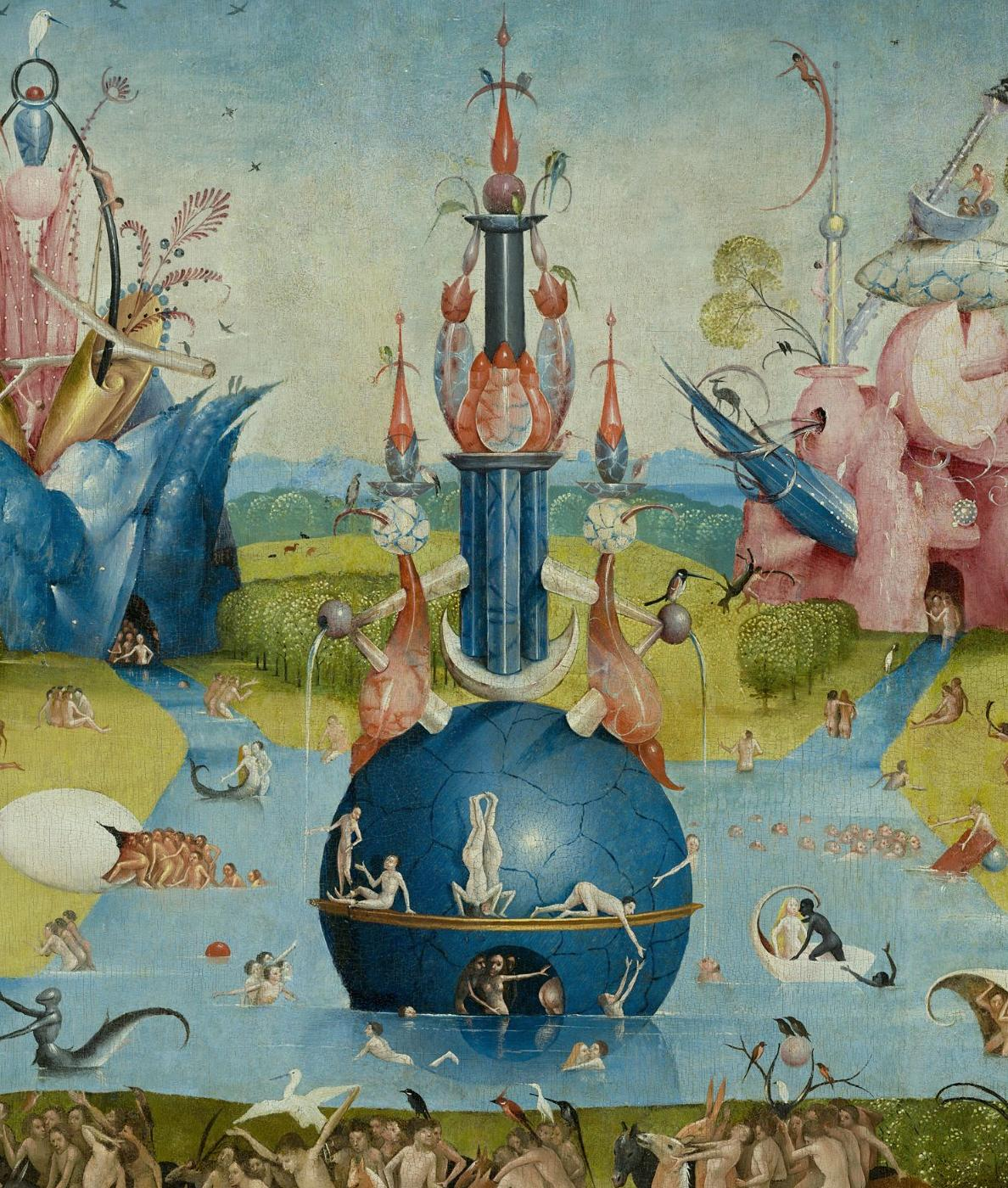
Detail aus Der Garten der Lüste, einem der Werke, die von Regisseur Tanu Muino als Inspiration für die Bilder im Musikvideo zu „Montero (Call Me by Your Name)“ genannt wurden

Das Musikvideo zu Montero (Call Me by Your Name) wurde von der ukrainischen Musikvideo-Direktorin Tanu Muino und Lil Nas X gedreht und zusammen mit der Single veröffentlicht. Gedreht über zwei Tage im Februar 2021, zeigt es Lil Nas X als verschiedene Charaktere in biblischen und von der Mythologie inspirierten Szenen. Während ihres Aufenthalts in Los Angeles bekundete Muino ihr Interesse an der Zusammenarbeit mit Lil Nas X bei Columbia Records; das Label kontaktierte sie Ende Januar 2021, während sie an dem Musikvideo für Cardi Bs „Up“ arbeitete. Sie verbrachte zwei Wochen in der Vorproduktion mit ihren Mitarbeitern, bevor sie mit Lil Nas X drehte. Muino ließ sich von Dante Alighieris Inferno und Gemälden von Hieronymus Bosch inspirieren, darunter Der Garten der Lüste – ein Triptychon, das himmlische und höllische Bilder und das Jüngste Gericht darstellt. Es war Muinos erstes Video als Co-Regisseur, von dem ein Teil aus der Ferne über Zoom gemacht wurde, nachdem sie fälschlicherweise positiv auf COVID-19 getestet worden war. Anthony H. Nguyen war für das Make-up im Video verantwortlich, während das Hairstyling von Evanie Frausto durchgeführt wurde. Visuelle Effekte für das Musikvideo wurden von Mathematic, einem französischen Animationsstudio mit Sitz in Paris, in einem sieben Wochen andauernden Prozess durchgeführt. Sie entschieden sich für einen von Videospielen inspirierten Look, um eine „Botschaft der Toleranz“ zu verbreiten.
In einem Interview mit der Time enthüllte Lil Nas X, dass die Inspiration für das Video aus der animierten Fernsehserie SpongeBob Schwammkopf und dem Film Call Me by Your Name stammte. Er diskutierte auch das Musikvideo zu „Cellophane“ von FKA Twigs als Einfluss und sagte dazu:

“I wanted to see some things people have done in music videos with the pole—and I felt like Twigs did a really amazing job at that… I wanted to do my own take on it.”

„Ich wollte einige Dinge sehen, die die Leute in Musikvideos an der Stange gemacht haben – und ich hatte das Gefühl, dass Twigs dabei wirklich erstaunliche Arbeit geleistet hat… Ich wollte meine eigene Version dazu kreieren.“

Die amerikanische Unterhaltungs-Nachrichten-Website Vulture berichtete, dass dies eine Hommage an Twigs nach ihrer Niederlage gegen Lil Nas X in der Kategorie „Bestes Musikvideo“ war. „Cellophane“-Regisseur Andrew Thomas Huang veröffentlichte jedoch einen Vergleich der visuellen Ähnlichkeiten der beiden Videos auf Instagram und erklärte, dass Lil Nas Xs Label ihn vor der Aufnahme des Videos kontaktiert hatte, damit er es möglicherweise leiten möge, stattdessen aber denselben Choreografen eingestellt hatte. Er erläuterte weiter:

“When someone who is commercially successful makes work that lives so similarly next to ours and profits from it on such a massive scale, then I felt like I had to speak up.”

„Wenn jemand der kommerziell erfolgreich ist, eine Arbeit veröffentlicht, die sehr ähnlich zu unserer ist und davon in so großem Maße profitiert, dann hatte ich das Gefühl, dass ich mich dazu öffentlich äußern musste.“

Er gebe Plattenfirmen und nicht Lil Nas X die Schuld. FKA Twigs und Lil Nas X hatten später ein Gespräch über den Vergleich und lobten die Videos des jeweils anderen auf Instagram.

### Inhalt
Nach einer Voiceover-Einführung, in der Lil Nas X darüber diskutiert, sich nicht in Scham verstecken zu müssen, beginnt das Musikvideo damit, dass der Sänger sowohl Adam als auch die Schlange im Garten Eden porträtiert. Die Schlange verführt Adam mit ihrem dritten Auge, und die beiden küssen sich. Die nächste Szene zeigt Lil Nas X in Ketten am Kolosseum, während er Versionen von sich selbst in Marie Antoinette-Perücken beurteilt und von Zuschauern gesteinigt wird. Nachdem er von einem geworfenen Butt-Plug getötet wurde, beginnt er, in Richtung einer Engelsfigur im Himmel aufzusteigen, bevor er sich an eine Stange klammert, die ihn in die Hölle schickt, während er an der Stange tanzt. Er macht sich auf den Weg zu Satan und gibt ihm einen Lapdance in Calvin-Klein-Unterwäsche und oberschenkelhohen Stiefeln mit Stiletto-Absätzen. Nachdem er Satans Hals brach, krönt sich Lil Nas X mit den Hörnern, während seine Augen leuchten und Flügel auftauchen.
Zusätzlich zu seinen biblischen Referenzen und Symbolik zeigt das Musikvideo ein laufendes Thema der Dualität, einschließlich Gut vs. Böse und Männlichkeit vs. Weiblichkeit. Ein griechisches Zitat aus Platons Symposion ist auf dem Baum des Lebens zu sehen: „Nach der Teilung des Menschen, begehren beide Hälften die jeweils andere“. Die Szene im Kolosseum wurde als Verweis auf den Prozess gegen Jesus vor Pontius Pilatus angesehen, während die Kostüme von den Jeans-Outfits inspiriert wurden, die Britney Spears und Justin Timberlake 2001 trugen. Der lateinische Satz „Damnant quod non intelligunt“ (deutsch: „Sie verurteilen, was sie nicht verstehen“) wird auf dem Boden unter Satan geschrieben. Laut einer Pressemitteilung, die das Video begleitete, stellt die letzte Szene dar, „den Thron des Urteils und die Bestrafung zu entfernen, der viele von uns aus Angst davon abgehalten hat, unser wahres Selbst zu umarmen“.
Eine Analyse der Symbolik des Musikvideos durch Historiker verglich die Schlangenfigur mit Lilith aus der jüdischen Mythologie, die oft als Serpentinendämon dargestellt wurde. In der Steinigungsszene wurde Lil Nas X als christlicher Märtyrer dargestellt, und die Engelsfigur wurde als Ganymed aus der griechischen Mythologie gesehen, die weithin als Symbol der Homosexualität angesehen wird. Das Video zeichnete auch Vergleiche mit der Figur „Er“ aus der Zeichentrickserie The Powerpuff Girls, um den Teufel als eine „queer-codierte“ Entität oder einen „roten, schwulen Mann“ darzustellen, einen Tropus, der in Cartoons aus den 1990er Jahren bekannt wurde. Rebecca Long schrieb für den Observer: „ ewusstoder nicht, Lil Nas X stützt sich auf die Geschichte in 'Montero', fordert das Motiv zurück und setzt eine lange Tradition der queeren Blasphemie fort“.

## Mitwirkende
- Denzel Baptiste – Aufnahmeingenieur, Begleitgesang, Komponist, Liedtexter
- David Biral – Begleitgesang, Komponist, Liedtexter
- Omer Fedi – Gitarre, Komponist, Liedtexter, Musikproduzent
- Chris Gehringer – Master-Ingenieur
- Serban Ghenea – Mischingenieur
- Montero Lamar Hill (Lil Nas X) – Gesang, Komponist, Liedtexter
- Roy Lenzo – Aufnahmeingenieur, Komponist, Liedtexter, Musikproduzent
- Take a Daytrip – Musikproduzent[87]

## Rezeption

### Rezensionen
Der Song und das Musikvideo wurden von mehreren Medien dafür gelobt, dass sie „unverschämt queer“ waren. Varietys Adam B. Vary schrieb, dass das Video „alles für queere Musikkünstler veränderte“ und stellte fest, dass einige LGBT-Künstler wie Jonathan Knight von New Kids on the Block und Lance Bass von *NSYNC über Frauen sangen, während sie heimlich queer waren, während andere wie Elton John und Ricky Martin nicht explizit über ihre Sexualität sangen. Er beschrieb die sexuellen Bilder, einschließlich des Pole Dance, als Erinnerung an Bilder von Madonna oder Janet Jackson, ohne seine Homosexualität verbergen zu müssen. Er bemerkte auch, dass Künstler wie Frank Ocean und Troye Sivan mutiger in ihrer Sexualität waren, aber nie das gleiche Maß an kommerziellem Erfolg erreicht hatten wie Lil Nas X. David Harris, ein Magister der Church of Satan, billigte die Darstellung der einvernehmlichen Sexualität im Musikvideo sowie das Ende von Lil Nas X, der sich selbst zum Satan krönt.
Das Musikvideo erhielt Kritik von konservativen Kommentatoren in den Vereinigten Staaten, von denen einige es für unmoralisch oder schädlich für Kinder hielten. Gouverneurin von South Dakota Kristi Noem, konservative Expertin Candace Owens, und evangelischer Pastor Mark Burns reagierten negativ auf Twitter, sowie der Rapper Joyner Lucas und die Athleten Nick Young und Trevor Lawrence. Als Reaktion auf die Kritik schrieb Lil Nas X auf Twitter:

“There is a mass shooting every week that our government does nothing to stop. Me sliding down a CGI pole isn't what's destroying society.”

„Es gibt jede Woche eine Massenerschießung, bei der unsere Regierung nichts tut um das zu stoppen. Dass ich eine CGI-Stange hinunterrutsche, ist nicht das, was die Gesellschaft zerstört.“

“I am an adult. I am not gonna spend my entire career trying to cater to your children. That is your job.”

„Ich bin ein Erwachsener. Ich werde nicht meine ganze Karriere damit verbringen, mich um Ihre Kinder zu kümmern. Das ist Ihr Job.“

Er gestand jedoch auch, dass die Gegenreaktion ihm „einen emotionalen Tribut auferlegte“.
Die negative Kritik des Songs und des Musikvideos wurde von der Los Angeles Times und Vice als Illustration einer satanischen Panik charakterisiert und mit vergangenen Momenten in der populären Musikgeschichte verglichen, einschließlich der Jazzmusik, die im frühen 20. Jahrhundert als „die Musik des Teufels“ bezeichnet wurde, John Lennons Kommentar in einem Interview von 1966, dass die Beatles „Populärer als Jesus“ seien, Backmasking-Vorwürfen, „Filthy Fifteen“ des Parents Music Resource Center, Madonnas Musikvideo für „Like a Prayer“, Lady Gagas Musikvideos für „Judas“ und „Alejandro“ und Nicki Minajs Aufführung von „Roman Holiday“ bei den 54. jährlichen Grammy Awards.
Die Kontroverse wurde als Teil der Marketingstrategie für den Song beschrieben. Neena Rouhani von Billboard stellte die Empörung in den sozialen Medien als sein „größtes Marketinginstrument“ dar, und Kevin Meenan, ein Musik-Charts-Manager bei YouTube, beschrieb dies als „sehr explizit“, und dass Kontroverse sein Ziel sei. Jon Caramanica von der New York Times beschrieb die Kontroverse als Köder und eine Aufführung moralischer Panik und stellte fest, wie er Twitter als „Performance-Raum … mit einem fast grenzenlosen Publikum“ nutzt.
Die Bilder des Musikvideos wurden in den sozialen Medien populär, wobei der Pole Dance zu einem Meme auf TikTok wurde. Darüber hinaus wurden das Musikvideo und seine Kritik bei einem Saturday Night Live Cold Open verspottet, wobei Chris Redd als Lil Nas X die Kontroverse mit Chloe Fineman als Britney Spears diskutierte. Im Juni 2021 wurde ein elf mal elf Meter großes Wandbild, das drei von Lil Nas X’ Looks im Musikvideo zeigt, in Philadelphias Gayborhood aufgestellt.
Pitchfork Media führte das Lied auf Rang 62 der „100 besten Songs 2021“.

### Preise
| Jahr | Organisation                 | Auszeichnung                      | Ergebnis  | Ref(s)          |
| ---- | ---------------------------- | --------------------------------- | --------- | --------------- |
| 2021 | MTV Millennial Awards        | Global Hit of the Year            | nominiert | [ 102 ]         |
| 2021 | Rockbjörnen                  | Foreign Song of the Year          | nominiert | [ 103 ]         |
| 2021 | MTV Video Music Awards       | Video of the Year                 | gewonnen  | [ 104 ]         |
| 2021 | MTV Video Music Awards       | Video for Good                    | nominiert | [ 104 ]         |
| 2021 | MTV Video Music Awards       | Best Direction                    | gewonnen  | [ 104 ]         |
| 2021 | MTV Video Music Awards       | Best Art Direction                | nominiert | [ 104 ]         |
| 2021 | MTV Video Music Awards       | Best Visual Effects               | gewonnen  | [ 104 ]         |
| 2021 | MTV Millennial Awards Brazil | Global Hit                        | nominiert | [ 105 ]         |
| 2021 | BET Hip Hop Awards           | Best Hip Hop Video                | nominiert | [ 106 ]         |
| 2021 | BET Hip Hop Awards           | Impact Track                      | nominiert | [ 106 ]         |
| 2021 | UK Music Video Awards        | Best Pop Video – International    | nominiert | [ 107 ]         |
| 2021 | LOS40 Music Awards           | Best International Song           | nominiert | [ 108 ]         |
| 2021 | LOS40 Music Awards           | Best International Video          | nominiert | [ 108 ]         |
| 2021 | MTV Europe Music Awards      | Best Song                         | nominiert | [ 109 ]         |
| 2021 | MTV Europe Music Awards      | Best Video                        | gewonnen  | [ 109 ]         |
| 2021 | MTV Europe Music Awards      | Video for Good                    | nominiert | [ 109 ]         |
| 2021 | American Music Awards        | Favorite Music Video              | gewonnen  | [ 110 ]         |
| 2021 | People’s Choice Awards       | The Song of 2021                  | nominiert | [ 111 ]         |
| 2021 | People’s Choice Awards       | The Music Video of 2021           | nominiert | [ 111 ]         |
| 2022 | Grammy Awards                | Record of the Year                | nominiert | [ 112 ] [ 113 ] |
| 2022 | Grammy Awards                | Song of the Year                  | nominiert | [ 112 ] [ 113 ] |
| 2022 | Grammy Awards                | Best Music Video                  | nominiert | [ 112 ] [ 113 ] |
| 2022 | APRA Music Awards            | Most Performed International Work | nominiert | [ 114 ] [ 115 ] |

## Kommerzieller Erfolg

### Chartplatzierungen
Montero (Call Me by Your Name) debütierte in der Woche vom 10. April 2021 an der Spitze der Billboard Hot 100 mit 21.000 Downloads, 46,9 Millionen Streams und 1,1 Millionen Impressionen des Radio-Airplay-Publikums. Es debütierte auch auf Platz eins der Billboard Streaming Songs Charts und der US Rolling Stone Top 100 und auf Platz zwei der Billboard Hot Digital Songs. Der Song erreichte in der dritten Woche die Nummer eins der letzteren Charts mit 19.500 verkauften Downloads.
Im Vereinigten Königreich debütierte das Lied am 2. April 2021 und war der am meisten gestreamte Song während seiner Veröffentlichungswoche mit 6,8 Millionen Streams (einschließlich 2,5 Millionen Video-Streams) und wurde Lil Nas X’ zweiter Nummer-eins-Song in Großbritannien. Der Song verkaufte sich 62.000 Mal und wurde in der zweiten Woche als Höhepunkt 8,6 Millionen Mal gestreamt. Der Song verbrachte fünf Wochen an der Spitze der Charts.
Auch in Irland debütierte der Song an der Spitze der Irish Singles Chart am 2. April 2021 und wurde nach „Old Town Road“ im April 2019 zum zweiten Nummer-eins-Song von Lil Nas X in der irischen Republik. Der Song blieb auch in der folgenden Woche an der Spitze der Charts und war in dieser Woche der am meisten gestreamte Song des Landes.
In Australien debütierte der Song auf Platz 16 der Australischen Musikcharts und stieg in der folgenden Woche auf Platz 3, wodurch der Song sein zweiter Top-Ten-Hit in den australischen Charts wurde. Das Lied erreichte später seinen Höhepunkt als Nummer 1.
| ChartsChartplatzierungen       | Höchstplatzierung | Wochen |
| ------------------------------ | ----------------- | ------ |
| Deutschland (GfK)              | 2 (39 Wo.)        | 39     |
| Österreich (Ö3)                | 1 (40 Wo.)        | 40     |
| Schweiz (IFPI)                 | 2 (49 Wo.)        | 49     |
| Vereinigte Staaten (Billboard) | 1 (35 Wo.)        | 35     |
| Vereinigtes Königreich (OCC)   | 1 (34 Wo.)        | 34     |

| ChartsJahrescharts (2021)      | Platzierung |
| ------------------------------ | ----------- |
| Deutschland (GfK)              | 13          |
| Österreich (Ö3)                | 9           |
| Schweiz (IFPI)                 | 5           |
| Vereinigte Staaten (Billboard) | 9           |
| Vereinigtes Königreich (OCC)   | 5           |

### Auszeichnungen für Musikverkäufe
| Land/Region                  | Auszeichnungen für Musikverkäufe (Land/Region, Auszeichnung, Verkäufe) | Verkäufe   |
| ---------------------------- | ---------------------------------------------------------------------- | ---------- |
| Australien (ARIA)            | 5× Platin                                                              | 350.000    |
| Belgien (BRMA)               | Gold                                                                   | 20.000     |
| Brasilien (PMB)              | 3× Diamant                                                             | 480.000    |
| Dänemark (IFPI)              | Platin                                                                 | 90.000     |
| Deutschland (BVMI)           | Platin                                                                 | 600.000    |
| Frankreich (SNEP)            | Diamant                                                                | 333.333    |
| Griechenland (IFPI)          | 2× Platin                                                              | 40.000     |
| Italien (FIMI)               | 2× Platin                                                              | 140.000    |
| Kanada (MC)                  | 7× Platin                                                              | 560.000    |
| Mexiko (AMPROFON)            | 2× Platin                                                              | 280.000    |
| Neuseeland (RMNZ)            | 2× Platin                                                              | 60.000     |
| Norwegen (IFPI)              | 2× Platin                                                              | 120.000    |
| Österreich (IFPI)            | Platin                                                                 | 30.000     |
| Polen (ZPAV)                 | 2× Platin                                                              | 100.000    |
| Portugal (AFP)               | 5× Platin                                                              | 50.000     |
| Schweden (IFPI)              | Platin                                                                 | 80.000     |
| Schweiz (IFPI)               | 3× Platin                                                              | 60.000     |
| Spanien (Promusicae)         | 3× Platin                                                              | 180.000    |
| Südafrika (RISA)             | 6× Platin                                                              | 120.000    |
| Vereinigte Staaten (RIAA)    | 7× Platin                                                              | 7.000.000  |
| Vereinigtes Königreich (BPI) | 2× Platin                                                              | 1.200.000  |
| Insgesamt                    | 1× Gold · 54× Platin · 4× Diamant ·                                    | 11.893.333 |

Hauptartikel: Lil Nas X/Auszeichnungen für Musikverkäufe